# Католицький традиціоналізм

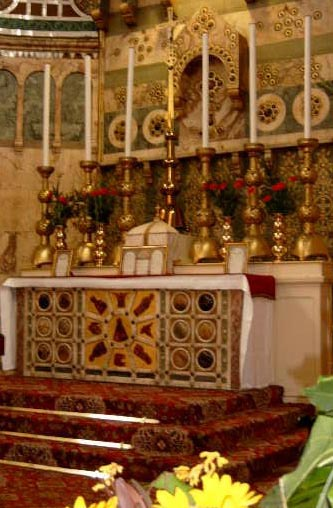
Римо-католицький вівтар для тридентської меси

Католи́цький традиціоналі́зм — включає у себе течії в Римо-католицькій церкві, які наполягають на необхідності відновлення багатьох звичаїв, традицій, літургійних форм і викладу вчення церкви, що існували до Другого Ватиканського собору (1962–1965). Екуменізм також відкидається більшістю представників традиціоналізму.
Діляться на кілька груп:
- Седевакантисти — не визнають римських пап після Пія XII, і розбиті в організаційному сенсі на кілька груп, які не визнають один одного.
- Священиче братство святого Пія Х — прихильники архієпископа Марселя Лефевра, які шанують римських пап, проте відмовляються підкоритися їм адміністративно.
- Католики-традиціоналісти, які підтримують спілкування з Римом, але у літургійному житті використовують чин Тридентської меси (наприклад, Братство Святого Петра).

Серед кардиналів прихильником католиків-традиціоналістів був покійний австрійський кардинал Альфонс Штиклер.

## Традиціоналісти в сопричасті з церквою
Наступні групи в принципі приймають документи Другого Ватиканського Собору:
- Священиче братство святого Петра[en]
- Рух Una Voce
- Слуги Ісуса і Марії[en]
- Opus Sanctorum Angelorum[en]

У 1984 році, щоб піти назустріч традиціоналістам, які в першу чергу вимагали перегляду літургійної реформи, Папа Іван Павло II дозволив, за певних умов, відправляти Святу Месу за Римським місалом 1962 року, після того, як з 1974 року в парафіяльних месах було дозволено використовувати лише видання Римського Місалу, оприлюднене Папою Павлом VI у 1969 році, яке з 1970-х років гостро критикували традиціоналісти.
У своєму motu proprio Summorum Pontificum 2007 року Папа Бенедикт XVI повторно врегулював і значно розширив умови, за яких літургійні святкування могли відбуватися в дособоровій формі, яку він оголосив надзвичайною формою римського обряду. Папа Франциск скасував цю дихотомію римського обряду у своєму motu proprio Traditionis custodes від 16 липня 2021 року, постановивши, що літургійні книги 1970 року у версіях, виданих папами Павлом VI та Іваном Павлом II, є «єдиним вираженням lex orandi римського обряду». Відтоді відправлення Святої Меси згідно з Missale Romanum 1962 року обмежується кількома винятками, які потребують схвалення відповідного єпархіального єпископа.

## Традиціоналісти в незгоді з церквою

### Лефевр
Найвищої популярності серед речників католицького традиціоналізму досяг французький архієпископ Марсель Лефевр, який помер у 1991 році. Його рух, за деякими даними, налічує понад 600 000 послідовників. На чолі руху стоїть Священиче Братство св. Пія X, яке стверджує, що налічує понад 700 священників, не має канонічного статусу в Римо-католицькій церкві з 1975 року і вважається розкольницьким. Незаконні єпископські свячення призвели до відлучення чотирьох висвячених і двох висвячених єпископів у 1988 році. Деякі священики, які відкинули цей розкольницький розвиток, заснували Священиче братство святого Петра в 1988 році.
Відлучення чотирьох священиків, які були висвячені в той час, було знято Папою Бенедиктом XVI 21 січня 2009 року. Однак вони і священики братства залишаються відстороненими і вважаються «бродячими кліриками», які були законно, але здебільшого незаконно висвячені на священство і діють без церковного дозволу. Коли незабаром після цього єпископ-брат Річард Вільямсон був засуджений за підбурювання людей до заперечення Голокосту, Папу Бенедикта XVI критикували за те, що він недостатньо відмежувався від антисемітизму, інтегрувавши Братів Пія.
У 2020 році Братство Пія відзначило своє 50-річчя.

### Інтегралізм
З богословської точки зору традиціоналізм є спадкоємним з течією богословського інтегралізму, яка певний час домінувала в керівництві Римо-католицької церкви в XIX і на початку XX століть. Інтегралістський традиціоналізм відкидає позиції Другого Ватиканського собору, які, на думку його прихильників, несумісні з попередніми рішеннями церковного магістрату, або критикує його постанови як нечіткі та оманливі. Окрім літургійних змін, це стосується, зокрема, визнання релігійної свободи та колегіальності єпископату.
Історично інтегралістський традиціоналізм пов'язаний з оборонною боротьбою папства проти Просвітництва і лібералізму, яка завершилася спочатку догматом непогрішності Першого Ватиканського собору, а потім внутрішньою боротьбою Папи Пія X проти так званого модернізму. Традиціоналісти вважають цей захист від сучасних помилок часу і відповідних папських заяв останніх 200 років істотним компонентом католицької доктрини. На задньому плані стоїть статична концепція традиції і об'явлення, яка по суті зупиняється на посттридентському і неосхоластичному розвитку доктрини і не розуміє подальший розвиток, навіть якщо він походить з духу біблійної і святоотцівської традиції, як частину живої доктринальної традиції і тому відкидає їх як неприпустимі інновації.

## Позиції
Традиціоналістські групи зазвичай відкидають сексуальну революцію, легалізацію абортів, пренатальну діагностику, розлучення, запровадження одностатевих шлюбів, ранню сексуалізацію та евтаназію як несумісні з вченням Католицької Церкви. Вони також переважно виступають проти екуменізму, побоюючись розмивання меж між католицизмом та іншими християнськими конфесіями в цьому контексті.
Братство Пія також характеризується неприйняттям Просвітництва, демократії та релігійної свободи. Деякі з його представників також помітні своєю ворожістю до ісламу і, на відміну від більшості євангелістів, антисемітизмом.

## УГКЦ
Після Другого Ватиканського собору різні Східні католицькі церкви відмовилися від деяких практик і акцентів, які були запозичені у Латинської Церкви. Опозиція до цього набула відносно великого розголосу щодо Української греко-католицької церкви (УГКЦ).

### Передумови
Ще до Другого Ватиканського собору Святий Престол заявив про важливість оберігати і зберігати в цілості й непорушності назавжди звичаї та відмінні форми здійснення таїнств, які використовуються у Східних католицьких церквах (Папа Лев XIII, енцикліка Orientalium Dignitas). Наступник Лева Папа Пій X сказав, що священники новоствореної Російської католицької церкви повинні служити Божественну Літургію Nec Plus, Nec Minus, Nec Aliter («Не більше, не менше, не інакше»), ніж священники Російської православної церкви та старообрядців.
В Українській греко-католицькій церкві літургійна делатинізація почалася з виправлення богослужбових книг митрополитом Андреєм Шептицьким у 1930-х роках. За словами його біографа Кирила Королевського, митрополит Андрей виступав проти застосування примусу до тих, хто залишався прив'язаним до латинської літургійної практики, побоюючись, що будь-яка спроба призведе до греко-католицького еквівалента розколу 1666 року в Російській православній церкві.
Делатинізація в УГКЦ набрала подальших обертів з прийняттям декрету Orientalium Ecclesiarum Другого Ватиканського собору 1964 року та кількох наступних документів. Латинізація була відкинута в українській діаспорі, тоді як серед візантійських католиків у Західній Україні, змушених до підпільного існування після радянської заборони УГКЦ, латинізація залишилася, «важливим компонентом їхніх підпільних практик». У відповідь на це деякі священики, монахині та кандидати до священства опинилися «витісненими на периферію Церкви з 1989 року через їхнє бажання „зберегти традицію“». У деяких єпархіях, зокрема Івано-Франківській та Тернопільсько-Зборівській, єпископи негайно відсторонювали від служіння будь-якого священника, який «виявляв схильність до „традиціоналістських“ практик».
Влад Наумеску повідомляє, що стаття в лютневому випуску 2003 року «Патріярхату», офіційного журналу Української греко-католицької церкви, написана студентом Українського католицького університету, який з моменту свого заснування в 1994 році є «найсильнішим прогресивним голосом всередині церкви». У статті названо священників і парафії в кожній єпархії України, які беруть участь у «добре організованому русі» і називають себе «традиціоналістами». Згідно зі статтею, вони становили «паралельну структуру», пов'язану з Товариством св. Пія X і харизматичним лідером о. Василем Ковпаком, парохом церкви св. Петра і Павла в передмісті Львова Рясне.
За словами Влада Наумеску, «релігійне життя в традиціоналістській парафії відбувалося за моделлю «підпільної церкви». Богослужіння були більш інтенсивними, кожен священник просував свою парафію як «місце паломництва» для сусідніх районів, таким чином залучаючи більший натовп у неділю, ніж могла забезпечити його місцева парафія. У неділю та святкові дні богослужіння відбувалися тричі на день (у Рясному), а недільна літургія тривала дві з половиною-три години. Основні релігійні святкування відбувалися за межами церкви, посеред мікрорайону, і щоразу традиціоналісти організовували довгі процесії через весь населений пункт. Громаду сильно об'єднував спільний опонент, відтворюючи модель «захисника віри», характерну для часів репресій. Ця модель, яка передбачає чіткі погляди і тверду моральну позицію, мобілізувала громаду і відтворила колишню рішучість «підпільних» вірян.

### Священиче товариство святого Йосафата
Священиче товариство святого Йосафата (СТС), яке має семінарію, василіянський монастир і численні парафії, отримує священничі свячення. Його настоятель, о. Василь Ковпак, звинуватив єрархію УГКЦ у застосуванні сильного психологічного тиску на священиків, які не бажають або не хочуть латинізуватися.
Присутній на зустрічі о. Джон Дженкінс, священник СБСП, пізніше зауважив: «Ми всі були дуже повчені їхньою побожністю, і я сам був вражений подібністю атмосфери серед семінаристів до тієї, яку я знав у семінарії — і це незважаючи на різницю в мові, національності і навіть обряді».
Архиєпископ Львівський Ігор Возняк засудив ці свячення як «злочинний акт», а також засудив участь о. Ковпака в церемонії. Він підкреслив, що двоє священиків, яких висвятив єпископ Вільямсон, не отримають духовного сану в архиєпархії. Представники Львівської архиєпархії заявили, що о. Ковпаку загрожує відлучення від церкви, і що «він обманює церкву, заявляючи, що є греко- (візантійсько-) католицьким священиком, підтримуючи при цьому групу, яка використовує виключно стару латинську літургію, відмовляючись від візантійської традиції, і не підтримує вірність Святому Престолу».
Процес відлучення отця Ковпака був відновлений єрархією Української Греко-Католицької Церкви і підтверджений Конгрегацією доктрини віри 23 листопада 2007 р.

### Седевакантизм і конклавізм в Українській греко-католицькій церкві
У березні 2008 року група священиків-василіан у Підгірцях, Україна, оголосила, що четверо з них були висвячені на єпископів, щоб врятувати Українську греко-католицьку церкву (УГКЦ) від єресі та відступництва, а в серпні 2009 року вони оголосили про утворення Української православної греко-католицької церкви. Обравши чеського священника-василіянина о. Антонія Еліаса Донала «Патріархом Іллею», вони оголосили, що Святий Престол є вакантним, хоча в жовтні 2019 року вони «обрали» нового Папу, Архиєпископа Карло Марія Вігано, колишнього Апостольського Нунція в США. У The New York Times та львівській газеті «Експрес» з'явилися твердження, що керівництво церкви пов'язане з російськими спецслужбами.